# شهادة التجارة العادلة

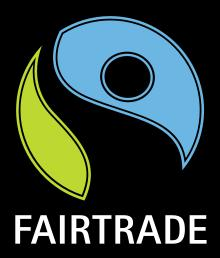

شهادة التجارة العادلة تم إنشاء مبادرة شهادة التجارة العادلة لتشكيل طريقة جديدة للتجارة الاقتصادية. تأخذ هذه الطريقة وجهة نظر أخلاقية، وتعتبر المنتجين أولًا.
وقد لوحظت عدة محاولات لتسويق منتجات التجارة العادلة في الستينيات والسبعينيات، وانتشرت مبيعات التجارة العادلة على نطاق واسع مع مبادرة ماكس هافلار للتسميات في عام 1988 وإنشاء مؤسسة التجارة العادلة في عام 1997. وقد تم احتواء مبيعات التجارة العادلة قبل مبادرات وضع العلامات على متاجر عالمية صغيرة نسبيًا. (وتسمى أيضًا المتاجر الخيرية) التي تديرها منظمات تجارية بديلة (ATOs) مثل أوكسفام وTraidcraft.
بمبادرة من مزارعي البن في المكسيك، تم إطلاق أول مبادرة لوضع العلامات التجارية العادلة، وهي Stichting Max Havelaar، في هولندا في 15 نوفمبر 1988، من قبل نيكو روزين، فرانس فان دير هوف، ووكالة التنمية المسكونية الهولندية Solidaridad. في عام 1992، تم تأسيس المنظمة من قبل مايكل جيدني. قدمت المبادرة منتجي البن وفقا لمعايير اجتماعية وبيئية مختلفة سعر أعلى من سعر محصولهم. تم استيراد القهوة، التي نشأت من جمعية UCIRI التعاونية في المكسيك، من قبل الشركة الهولندية Van Weely، المحمصة بواسطة Neuteboom، والتي تباع مباشرة إلى المتاجر الباردة، وللمرة الأولى، لتعميم تجار التجزئة في جميع أنحاء هولندا.
كانت المبادرة رائدة، حيث تم تقديم قهوة «التجارة العادلة» لأول مرة إلى شريحة أكبر من المستهلكين. قدمت شهادة الوسم في مجال التجارة النزيهة بعض التأكيد على أن المنتجات كانت مفيدة للعمال الزراعيين في نهاية سلسلة التوريد.
بدأت التجارة العادلة العالمية مع صناعة القهوة، لكنها الآن تغطي مجموعة من المنتجات مثل الكاكاو والفواكه والقطن والزهور والشاي وغيرها. ويشكل المشترون المعتمدون لهذه المنتجات سوقًا متخصصة، الأمر الذي يجعل التسويق لـلتجارة العادلة تحديًا.